# Dr. Bosschool / Tamboerbosjeschool
De Dr. P.M.C. Bosschool / Tamboerbosjeschool was een onderwijsgebouw in Arnhem. De school stond op de hoek van de Brantsenstraat en de Bouriciusstraat en was gebouwd in 1916 en 1917. Het gebouw was ontworpen door architect Hermann Friedrich Mertens. en werd in januari 1918 opgeleverd. De opening van de school vond plaats op 31 januari 1918. In 1927 vond een verbouwing plaats, een uitbreiding van 8 naar 12 lokalen. 

## Huisvesting
In de school zijn twee openbare scholen, een school voor slechthorende kinderen en kunstenaarsateliers gehuisvest geweest.
- 1918-1961 - Openbare lagere school
- 1961-1964 - Rembrandtschool
- 1953-1994 - Dr. P.C.M. Bosschool
- 1994-1999 - Stichting SLAK

## Sloop
Plaatsing op de lijst van Rijksmonumenten is aan de orde geweest. In 1993 werd een onderzoek uitgevoerd in opdracht van Gemeente Arnhem naar de monumentale waarde van het gebouw. Volgens het Gelders Genootschap was het pand van architectuurhistorisch belang.  Aanbevolen werd om de school op de gemeentelijke monumentenlijst te plaatsen want het was duidelijk dat het gebouw als monument beschermd moest worden, maar de Gemeente Arnhem was inmiddels bezig met het project "Arnhem Centraal" waarbij de spoorwegtraverse moest worden verbreed. De Amsterdamseweg zou worden verbreed waardoor de sloopgrens naar het zuiden zou worden opgeschoven. Door deze bestemmingsplanprocedure was de sloop onvermijdelijk geworden. De plannen om het gebouw op de gemeentelijke of rijksmonumentenlijst te plaatsen waren te laat gekomen. De school is gesloopt in september/oktober 1999.

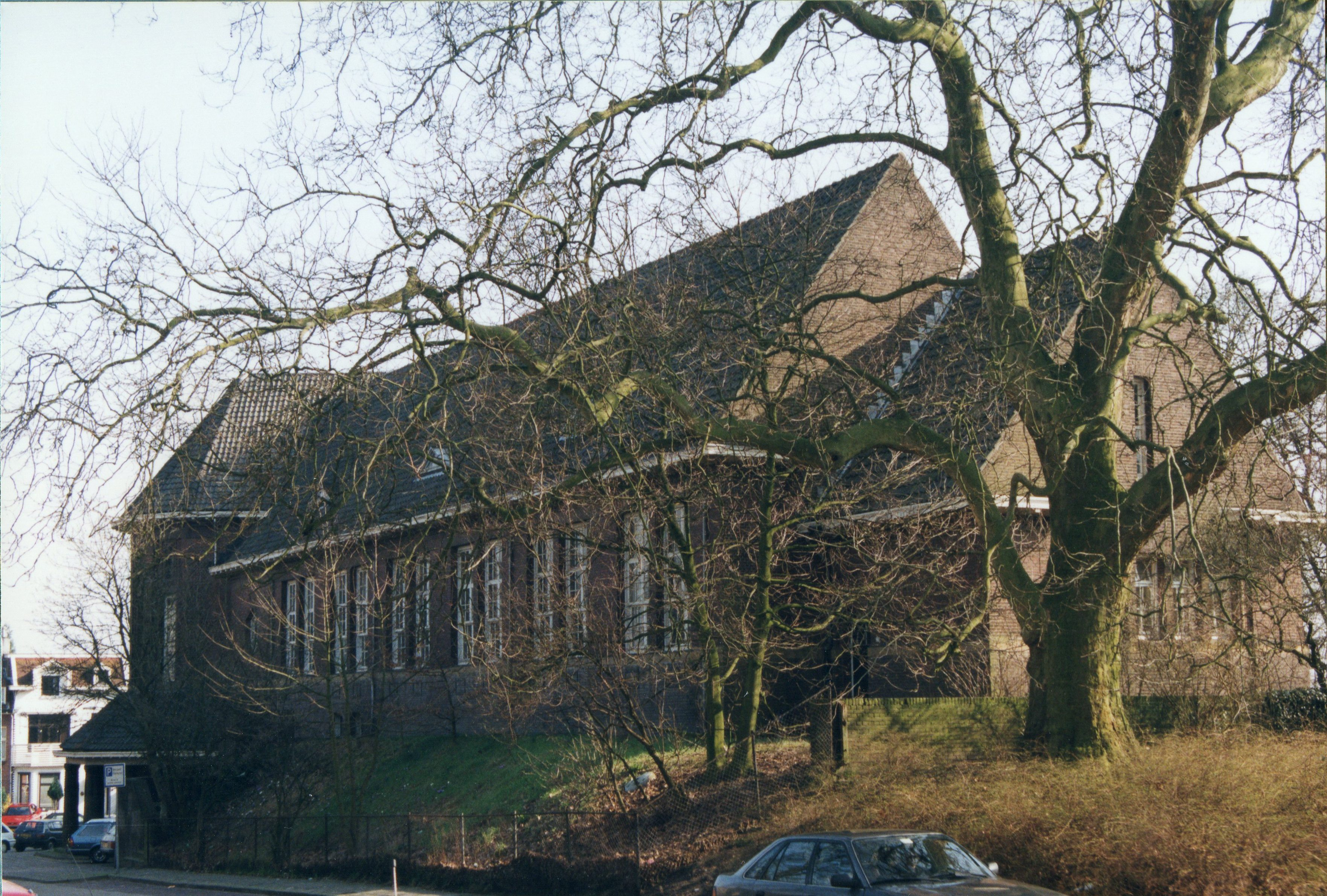
School gezien vanuit de Brantsenstraat
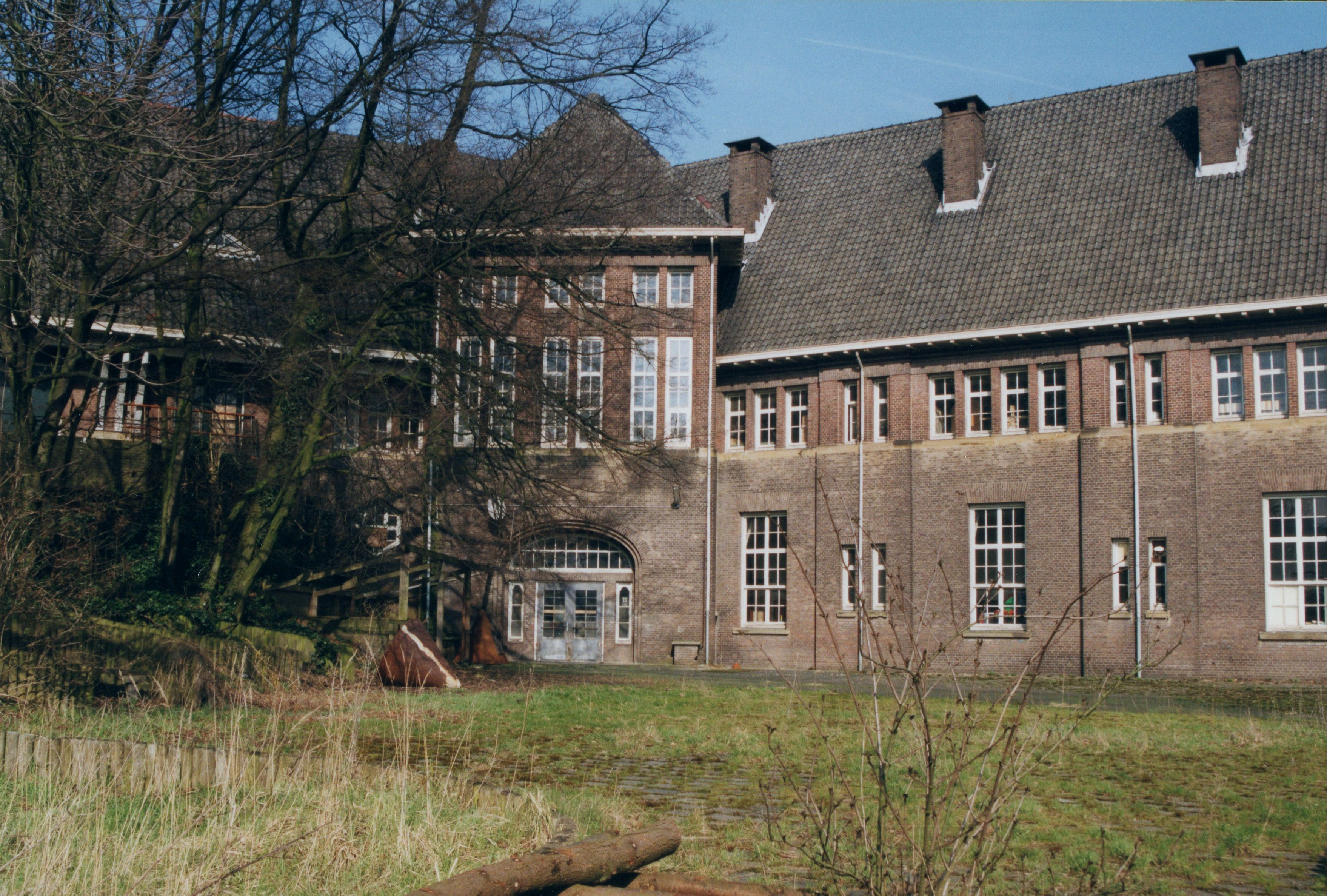
Ingang Amsterdamseweg